# Auguste Adolphe Osmont
Pour les articles homonymes, voir Osmont.
Auguste Adolphe Osmont (1818-1890) est un général français, ministre de la Guerre du Mexique dans le Gouvernement de Maximilien Ier.

## Biographie
Sorti de l'École spéciale militaire de Saint-Cyr avec le grade de sous-lieutenant en 1838, il sert en Algérie, puis à la guerre de Crimée. 
Colonel en 1859, il prend part à la campagne d’Italie, puis à l'expédition du Mexique. Promu général de brigade en 1865, il est ministre de la Guerre de l’empereur Maximilien au Mexique en 1866/1867.
Il se distingue lors de la guerre franco-allemande de 1870, est blessé à la bataille de Noisseville, fait prisonnier et interné en Allemagne. À sa libération, il participe aux combats contre la Commune.
Général de division en 1871, il est nommé commandant de la province d'Oran.